# Instinct (hudební skupina)
Instinct je česko-slovenská pop rocková skupina, založená v roce 2011.

## Historie

### 2011
Skupina Instinct vznikla na podzim roku 2011, kdy se poprvé setkali zakládající členové - Miroslav Maršík, Ondřej Simon a Lukáš Ciho.

### 2012
Hned začátkem roku 2012 začíná uskupení pracovat na své vlastní tvorbě. Vznikají první skladby „Milujem tvoj úsmev“ a „Na púšti“.
22.6.2012 skupina poprvé vystupuje naživo v pražském klubu Fatal (toho času XT3).
Na podzim kapela pokračuje ve vlastní tvorbě i koncertování po Praze, mimo jiné společně s dalšími dvěma skupinami téměř vyprodávají legendární klub Rock Café.

### 2013
Rok 2013 lze v historii skupiny považovat za jeden ze zlomových. Hned na jaře 2013 se Instinct přihlašuje do soutěže kapel Starter LIVE, kde hladce prochází prvními dvěma koly.
24.4.2013 Instinct vystupuje v rámci Českého pivního festivalu, který se s návštěvností více než 2.500 lidí stává zatím největší akcí, na které se kdy skupina představila.
V srpnu 2013 se skupina poprvé vydává na Slovensko, kde vystupuje na Dni obce Štrba.
Na podzim se seskupení rozrůstá o klávesy v podání Davida Igaze.
23.11.2013 se Instinct stává absolutním vítězem soutěže Starter LIVE.

### 2014
Začátek roku 2014 se nese v duchu nahrávání. Ve studiu 3Bees vznikají první profesionální nahrávky - „Valčík s ilúziou“, „Na púšti“ a „Album“.
3.7.2014 Instinct vystupuje na festivalu Rock For People, který toho roku navštívilo více než 10 500 hudebních fanoušků.
8.11.2014 se skupina účastní finále soutěže Košický zlatý poklad'. Končí těsně pod stupni vítězů a poprvé se objevuje v celostátním rozhlasovém i televizním vysílání. V tento den také začíná spolupráce skupiny s textařem Ľubošem Zemanem, který byl členem odborné poroty soutěže.

### 2015
Další ze zlomových roků skupiny Instinct začíná 4.3.2015 premiérou videoklipu k písni „Na púšti“.
30.5.2015 nasazuje Rádio Slovensko Instinct do svého playlistu. Od této chvíle se skupina ve vysílání objevuje pravidelně.
Během léta a podzimu 2015 se k Rádiu Slovensko přidávají další rádia, která skupinu nasazují do pravidelného vysílání. Na podzim skupina vydává další videoklip - tentokrát k singlu „Valčík s ilúziou“, a také podepisuje smlouvu s PR a manažerskou agenturou MPP. Z důvodu neshody však tato spolupráce po několika měsících končí.
V prosinci skupina spouští své oficiální webové stránky www.instinct.sk

### 2016
V lednu 2016 Instinct zahajuje spolupráci se slovenským producentem Randym Gnepou, pod jehož taktovkou vzniká nový singl „Na život a na smrť“. Toho se velmi rychle ujímají slovenská rádia a skladba se tak stává hitem kapely č. 1. Všechny dosud vydané skladby jsou také poprvé k dispozici na sítích, jako jsou iTunes, Google Play a Spotify.
24.3.2016 Instinct k singlu „Na život“ a na smrť přidává i oficiální videoklip.
Během jara 2016 se skupina poprvé objevuje v éteru Českého rozhlasu a také v tisku - dvojstranou v časopise Život.
27.4.2016 Instinct podepisuje smlouvu s vydavatelstvím Warner Music.
4.5.2016 probíhá první akce z cyklu "Slovenský večer LIVE", kterou skupina sama organizuje. V rámci prvního ročníku pozvání do Prahy přijala skupina Nocadeň, se kterou Instinct opět téměř vyprodávají Rock Café.
V létě 2016 Instinct přidává další singl v produkci Randyho Gnepy s videoklipem - Medzitým. Skupina taktéž oznamuje vydání debutového alba na rok 2017.

### 2017
Debutové album "Na inzerát" vychází v září 2017 u Warner Music CZ.

## Nástrojové obsazení
- Miroslav Maršík (kytara)
- Ondřej Simon (bicí, vokály)
- Lukáš Ciho (zpěv)
- Martin Havelka (baskytara, vokály)
- Bývalí členové:
  - Martin Přibyl (kytara)
  - David Igaz (klávesy)
  - Jaroslav Totušek, Tomáš Přibyl, Tomáš Staník, Milan Janeček, Jian Cobain (baskytara)